# Wintonotitan
Wintonotitan ("Tità de Winton") és un gènere de dinosaure titanosauriforme de l'Albia superior (Cretaci inferior). Se'l coneix a partir d'un esquelet parcial.